# Johann Michael Albaneder

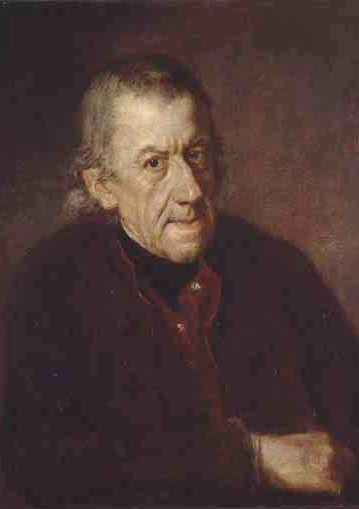
Johann Michael Albaneder (1797)
(Maler: Johann Georg Edlinger)

Johann Baptist Michael Albaneder, seit etwa 1794 auch Albani (* 30. September 1762 in Schwaz, Tirol; † April 1824) war ein österreichischer Bildhauer, Bossierer und Keramiker. Ab etwa 1810 widmete er sich auch der Wachsmalerei.

## Leben
Er war der älteste Sohn des Töpfermeisters Johann Albaneder, dessen Familie dieses Handwerk seit mehreren Generationen betrieb. Albaneder erlernte den Beruf seines Vaters und arbeitete in Innsbruck, wo er sich auch im Zeichnen übte. Im Jahr 1781 reiste er als 19-Jähriger nach Trient und Florenz, wo er das Modellieren in Ton, Porzellan und Wachs erlernte. Da ihm jedoch die Töpferei nicht gefiel, versuchte er sich 1783 als Schreiber beim Zoll. Doch schon nach 18 Monaten gab er diesen Posten wieder auf.
In den folgenden Jahren widmete sich Albaneder ausschließlich der Kunst und schuf seine Bildnis-Medaillons in der englischen Wedgwoodtechnik im Stil der klassischen Porträtmode. Er arbeitete als Hofbossierer für die wichtigsten Höfe und wurde europaweit bekannt. So war er Thurn und Taxisscher Hofbossierer und wurde am 20. April 1791 in Salzburg als fürstlich Kemptischer gemeldet. Zu dieser Zeit arbeitete er auch eine gewisse Zeit in der Abtei Marienberg.
Kaiser Leopold II. berief ihn als Lehrer an die Wiener Modellakademie. Ab etwa 1794 gab sich Albaneder den Künstlernamen Albani.
In den Jahren 1794 bis 1797 fertigte er u. a. die Porzellanbildnisse des Eichstätter Domkapitels, heute im Eichstätter Domschatz- und Diözesanmuseum zu sehen.
Nach großem Erfolg kehrte er aufgrund der ersten napoleonischen Kriege in seine Heimat zurück. Im Jahr 1802 gründete er in Schwaz mit fünf Arbeitern eine Majolika- und Steingutfabrik, wobei er die 1801 von einem englischen Techniker entdeckten Tonerdelager oberhalb von Maurach, einem heutigen Ortsteil von Buch in Tirol, als Rohstoff für seine Produktion nutzte, da deren Tonerde sich als besonders geeignet erwiesen hatte. Aber wegen Geldmangels musste er schon vier Jahre später (1805) seine Fabrik an Marin Rosa Reichsgräfin von Wolkenstein-Rodenegg (1744–1808) verkaufen.
Ab etwa 1810 lebte Albaneder in München und arbeitete hier auch in der Wachsmalerei. So fertigte er 1813 auch ein Wachsbildnis des Würzburger Kaufmanns Peter Bolzano.

## Werke
- Die Högerbräu-Familie [Leonhard und Klara] Seidl zu München, Wachsbossierungen in verglastem Holzrahmen, fecit in München 1811 am 24. März (bildindex.de)
- Halbfigurenporträt des Münchner Kaufmanns Johann Augustin Ruedorffer, 1807, Wachsskulptur, 8,2×7,1 in 21×18 cm
- Halbfigurenporträt der Maria Anna Ruedorffer, Wachsskulptur
- Porzellanbildnisse des Eichstätter Domkapitels, 1794–1797
- Würzburger Kaufmann Peter Bolzano (1794–1839), 1813, Wachsbild
- Junges Mädchen in Tracht, Miniatur, H 3,7 cm in H 10,0 cm
- Halbfigurenporträt der Maria Anna Riezler, Skulptur-Installation
- Halbfigurenporträt des Johann Martin Riezler (1741–1807), Skulptur-Installation
- Halbfigurenporträt des Franz Xaver Riezler (1788–1854), Skulptur-Installation
- Knabe mit Buch, Wachsporträt, 1810–1815
- Joseph Hauber und Frau, 1794, Profilreliefs in Nymphenburger Biskuitporzellan
- Adrian von Riedl (1746–1809) und dessen Gemahlin Walburga, geb. von Kurtz (1747–1807), o. J.
- Erzherzog Carl, Porzellanerde, Medaillon-Relief, o. J.
- Napoleon, Steingut, Medaillon-Relief, o. J.